# Battle Heater: Kotatsu
Battle Heater: Kotatsu (バトルヒーター en japonés) es una película japonesa distribuida el 3 de noviembre de 1989, de 96 minutos de duración, del género comedia y terror. Fue dirigida por Joji Iida. En 2003 también se distribuyó en el Reino Unido con el título Electric Kotatsu Horror.

## Reparto
- Akira Emoto ... Hama
- Pappara Kawai ... Michio Koike
- Shigeru Muroi ... Hideko Shinda
- Sanplaza Nakano ... Monje
- Yasuko Tomita ... Kondou, jugadora de Mahjong
- Kaoru Okunuki ... Kurumi Sano
- Hisahiro Ogura ... Mannen Shinda
- Takayasu Komiya ... Osamu

## Argumento
Los vecinos de un edificio son acechados por un peligro mortal: un aparato de calefacción.
Michio Koike (Pappara Kawai) y Hama (Akira Emoto) son socios en un negocio de reparación y recogida de basura electrónica para arreglar y revender. Michio encuentra un calentador Kotatsu, que decide reparar porque piensa que le vendría muy bien para su habitación en su apartamento. Conduciendo una furgoneta para irse a casa, Michio y Hama sufren un accidente en el que Hama vuelca la furgoneta, y Michio muere. Hama logra hacerle resucitar, con un invento que había realizado a partir de una pistola. Pero se provoca una explosión eléctrica que no sólo da vida a Michio, sino también al calentador Kotatsu.